# Peter Bales
Peter Bales (em latim: Petrus Balesius; Londres, 1547 – 1610?) foi um calígrafo inglês e um dos inventores da taquigrafia.

## Biografia
Sobre sua educação, está registrado que passou vários anos em Gloucester College, Oxford, uma instituição beneditina, onde sua caligrafia microscópica, sua escrita tão rápida, capaz de acompanhar as falas de um discurso (taquigrafia) e a agilidade em produzir cópias, chamaram grande atenção, e onde sua conduta lhe assegurou o respeito de muitos homens em sua própria instituição de ensino e em St John's College, Oxford. Mas não há provas de que ele estivesse na universidade como um acadêmico ou como professor de sua arte.
Em 1575, é certo que Bales conquistou grande destaque. Sua habilidade permitiu-lhe surpreender "os olhos dos espectadores, mostrando-lhes o que eles não podiam ver", por exemplo, a Bíblia escrita no interior da casca de uma noz. E isso lhe trouxe tanta fama que ele, em 17 de agosto de 1575, presenteou Isabel I, então, em Hampton Court, com um exemplar de seu trabalho sob cristal ou vidro para ser usado como um anel (juntamente com "um excelente óculos por ele concebido" para permitir que a rainha lesse o que ele havia escrito). Isabel I usou este anel muitas vezes em seu dedo, convidando os senhores do conselho e os embaixadores para admirá-lo.

## Braquigrafia
Bales apresentava-se como um professor de escrita "que ensina a escrever de todas as maneiras, de uma forma mais rápida do que até agora foi ensinado". Prometia a seus alunos que "você também pode aprender a escrever tão rápido como um homem fala, pela arte da braquigrafia por ele inventado, escrevendo apenas uma letra por uma palavra". Muitos dos cidadãos e seus filhos se tornaram seus alunos. Ele esteve também envolvido na transcrição de documentos públicos em forma de livro. Francis Walsingham e Christopher Hatton o chamaram para empregar suas habilidades para outros fins governamentais, como por exemplo, decifrar e copiar a correspondência secreta, e imitar a caligrafia de cartas interceptadas, a fim de lhes adicionar matéria, que serviriam às finalidades do Estado.
Seus serviços foram valorizados na descoberta da Conspiração de Babington em 1586. Bales, então, aguardou uma nomeação para algum cargo permanente, mas sua esperança não foi concretizada, e Peter Ferriman, seu amigo, escreveu a Thomas Randolph em 1589, exortando suas reivindicações para um cargo no governo.

## The Writing Schoolemaster
Em 1590, Bales publicou The Writing Schoolemaster, para ensinar a "escrita rápida, a escrita verdadeira, a escrita formosa", que deveria ser comprada em sua própria casa. E dedicou o pequeno volume a Christopher Hatton, seu "bom senhor e mestre singular". Seu patrono Francis Walsingham morreu em 1590 e Hatton morreu no ano seguinte, 1591. Bales solicitou a Burghley "preferência ao cargo de armas, seja pelo de York Herald ou pelo de passavante". Não há provas de que isso lhe foi concedido, mas em 1592 Bales obteve o apoio de John Puckering, então Lorde Conselheiro do Grande Selo.
Em 1597 foi lançada uma segunda edição de The Writing Schoolemaster, com uma lista mais longa de amigos de Oxford, enaltecendo os talentos de Bales em versos elogiosos, em inglês e latim. Em 1598, ainda não haviam encontrado um cargo para ele no governo. Uma cópia de The Writing Schoolemaster se encontra na Biblioteca Bodleiana e outra no Palácio de Lambeth. Não há um no Museu Britânico. No texto, Bales estabelece regras como: "para o conforto da visão, é muito bom cobrir a mesa com verde", e "é bom primeiro, para obter mais segurança da boa escrita, escrever entre duas linhas".

## Caneta dourada
Em 1594, Jodocus Hondius, calígrafo e gravador, visitou a Inglaterra para coletar trabalhos dos mestres mais célebres da caligrafia na Europa e incumbiu Bales de produzir material para ele que seriam devidamente gravadas e publicadas. Em 1595 ocorreu uma disputa de habilidades entre Bales e seu rival, Daniel Johnson. Aquele que escrevesse melhor e cujo aluno escolhido escrevesse melhor, receberia uma caneta dourada. O concurso teve início na presença de cinco juízes e de cerca de cem expectadores e terminou com a vitória de Bales por unanimidade dos juízes. Desde então, ele utilizou a caneta dourada como um sinal de mestre em seu campo de atividade.

## As cartas do Conde de Essex
Em 1599, John Danyell, encontrou algumas das cartas que o Conde de Essex enviou a sua esposa e pediu a Bales para copiá-las, assegurando-lhe que era do desejo da condessa. Bales desconfiou que isto não fosse verdade e se recusou a fazê-lo. Uma declaração do ocorrido foi feita por Bales e entreguei à condessa em 2 de abril de 1600. Em 1601, em 8 de fevereiro, o próprio conde foi acusado de traição e Bales encontrou Danyell no caminho para o Westminster Hall para estar presente no julgamento e informou-o desta declaração. Em 1602, Danyell foi julgado na Star Chamber pela acusação de ter forjado essas cartas, Bales vou testemunha lá contra ele.

## Morte
Não se sabe quando e onde Bales morreu. O mestre da escrita, John Davies de Hereford em seu Scourge of Folly, afirma que Bales ainda estava vivo em 1610, e é conjecturado que ele estivesse pobre e desgraçado. Mas nenhuma outra menção a ele foi encontrada, e não se sabe se Peter Bales, Master of Arts, prebendado em St Mary Woolnoth, Londres, 1643, e que publicou um ou dois sermões, era de sua família ou não.